# Relazioni internazionali del Giappone
Le relazioni internazionali e i rapporti con l'estero del Giappone sono gestiti dal Ministero degli affari esteri del Giappone.
In seguito alla resa dopo la seconda guerra mondiale e il conseguente trattato di San Francisco, la politica giapponese è stata ristrutturata basandosi su un solido partenariato con gli Stati Uniti d'America, ponendo inoltre l'accento sulla cooperazione internazionale, entrando a far parte delle Nazioni Unite. Durante il boom economico negli anni sessanta e settanta il Giappone ha recuperato la sua influenza venendo considerata da allora come una delle grandi potenze del mondo. Tuttavia, alcuni Paesi, quali Cina e Corea del Sud, mantengono ancora una considerazione negativa del Giappone.
Durante la guerra fredda il Giappone ha avuto il ruolo di mediatore tra il mondo occidentale e l'Unione Sovietica per quanto riguarda la zona est-asiatica nonostante la sua politica si concentrasse maggiormente sulla crescita economica del Paese. La fine della guerra fredda e i fatti succedenti alla prima guerra del Golfo hanno iniziato a cambiare lentamente la politica interna del Paese: il governo giapponese ha deciso di partecipare alle operazioni di mantenimento della pace da parte delle Nazioni Unite, inviando truppe in Cambogia, Mozambico, Alture del Golan e Timor Est negli anni novanta e duemila. In seguito agli attentati dell'11 settembre 2001, la marina navale giapponese ha svolto, fino al 2008, compiti di supporto nell'Oceano Indiano nella lotta al terrorismo. Nel 2003, le JSDF di terra sono state inviate in Iraq meridionale per il ripristino delle infrastrutture di base.
Nonostante alcune controversie e incomprensioni con i suoi immediati vicini (disputa per le isole Senkaku con la Cina, drastico deterioramento dei rapporti con la Corea del Nord dopo le minacce di quest'ultima), il Giappone ha perseguito una politica estera più attiva in questi ultimi anni, riconoscendo la responsabilità derivata dalla sua forza economica. L'ex primo ministro Yasuo Fukuda sottolineò in un suo discorso il cambio di direzione del Paese nell'era moderna: «Il Giappone aspira a diventare un centro di sviluppo delle risorse umane, nonché per la ricerca e il contributo intellettuale per promuovere ulteriormente la cooperazione nel settore della costruzione della pace». Ideali che trovano la sua espressione nella Costituzione del 1947, la quale, all'articolo 9 dichiara la totale rinuncia alla guerra come risoluzione delle dispute internazionali.

## Asia orientale
Cina

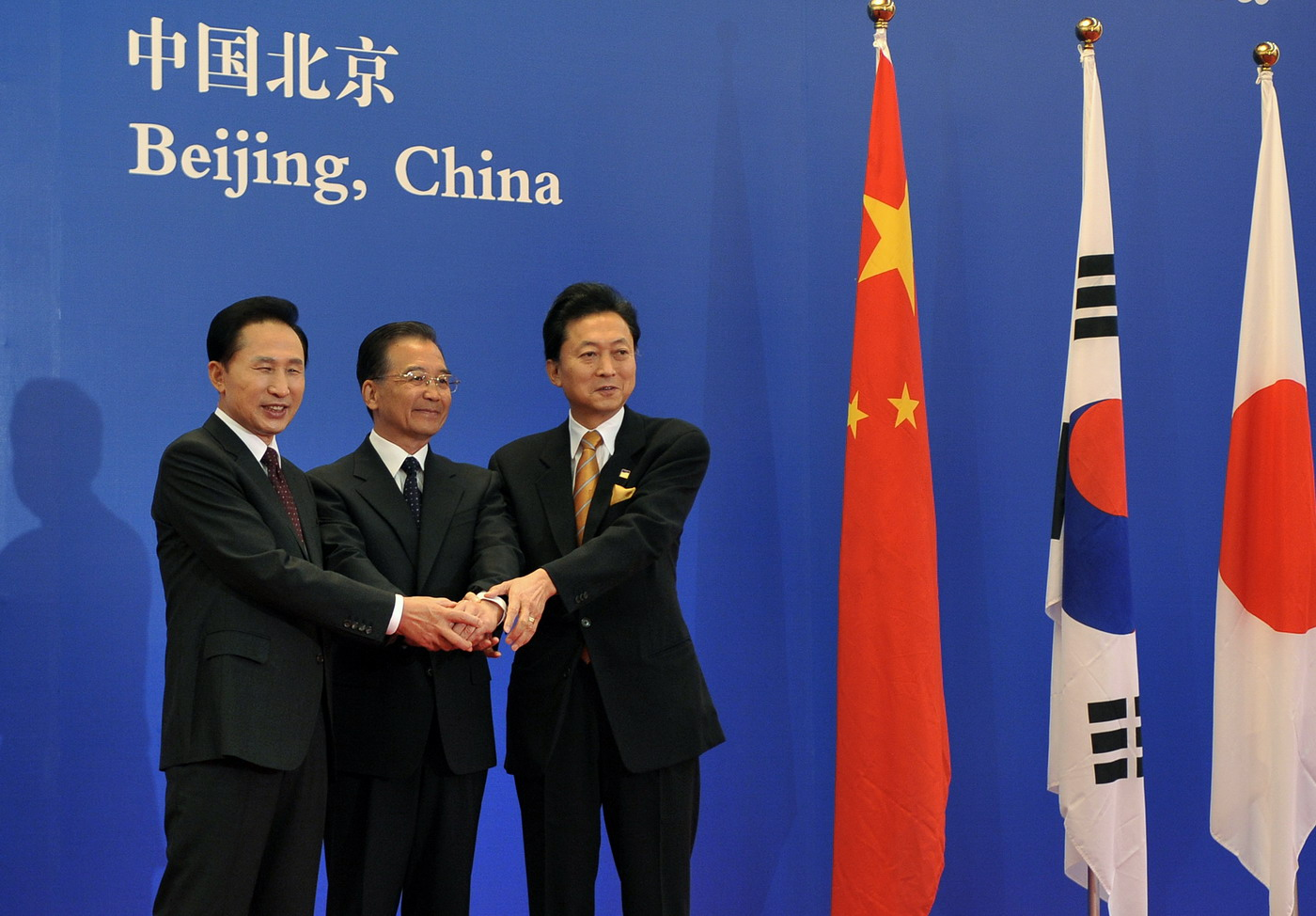
L'incontro trilaterale tra Giappone, Cina e Corea nel 2009

Il 31 gennaio 2010 venne reso pubblico un documento di 549 pagine il quale sintetizzava i risultati di tre anni di discussioni congiunte sulla storia dei due Paesi nelle loro relazioni bilaterali. Il documento attribuiva le maggiori responsabilità dei sentimenti di inimicizia o di diffidenza reciproca tra i due Paesi al Giappone (la maggiore causa dell'incrinamento dei rapporti tra le due potenze orientali fu individuata nella seconda guerra sino-giapponese). Dopo la costituzione della Repubblica Popolare Cinese (RPC) nel 1949, le relazioni con il Giappone cambiarono drasticamente, passando da un rapporto di ostilità a una stretta collaborazione in molti campi. Nel corso del 1960 i due Paesi ripresero l'attività commerciale per la prima volta dalla seconda guerra mondiale in virtù dell'accordo Liao-Takasaki. Il 29 settembre 1972, il Giappone e la Cina firmarono un trattato in modo da stabilire le relazioni diplomatiche tra i due Stati. Dopo la firma di un trattato di pace e di amicizia nel 1978, i legami tra i due Paesi si svilupparono rapidamente. Essi culminarono nell'ottobre 1992 con la visita dell'imperatore Akihito nel territorio cinese, dando una chiara indicazione delle intenzioni del Giappone a mantenere i legami più stretti possibili con la Cina nel suo interesse economico e strategico.
Tuttavia, nonostante le scuse per i crimini di guerra da parte dell'allora primo ministro giapponese Tomiichi Murayama nel 1995, le tensioni rimangono, a causa di altre recenti incomprensioni quali la diatriba per lo sfruttamento di giacimenti di gas naturale nel Mar Cinese Orientale, la disputa per le isole Senkaku, l'incidente diplomatico a causa di un incidente navale tra un peschereccio cinese e una nave giapponese, le perplessità della Cina legate alla questione dell'atollo di Okinotorishima e l'irrisolto contrasto di opinioni sul massacro di Nanchino del 1937.
 Corea del Nord
Il Giappone sostiene fortemente gli Stati Uniti nei suoi sforzi per incoraggiare Pyongyang a rispettare il trattato di non proliferazione nucleare e gli accordi con l'Agenzia internazionale per l'energia atomica (AIEA). Nel 2006, in seguito al test missilistico della Corea del Nord nel mese di luglio, il Giappone impose sanzioni economiche ai nordcoreani vietando l'ingresso dei loro funzionari e degli equipaggi delle navi, sospendendo inoltre i voli charter e l'unico collegamento passeggero diretto tra i due Paesi, il traghetto Mangyongbong-92. Inoltre, l'allora ministro dell'agricoltura, Shōichi Nakagawa, annunciò l'interruzione delle forniture alimentari alla Corea del Nord, considerando anche un'eventuale restrizione del commercio agricolo tra i due Paesi. Il Giappone partecipa ai colloqui del six-party talks per scongiurare qualsiasi ambizione nucleare della Corea del Nord; nel 2007, il Giappone e la Corea del Nord raggiunsero un accordo, in cui Pyongyang accettò di chiudere i suoi impianti nucleari in cambio di aiuti e scorte di carburante mirando a una normalizzazione delle relazioni con Stati Uniti e Giappone. Tuttavia, nel 2009, la Corea del Nord interruppe i rapporti con i membri del six-party talks, con l'intenzione di riprendere il suo programma di arricchimento nucleare, al fine di potenziare il suo deterrente nucleare. Nel 2013, nuove minacce di possibili attacchi missilistici nucleari sono giunte da Pyongyang verso Tokyo, Kyoto e Osaka. In risposta a queste minacce, il Giappone ha schierato batterie antimissile in diversi punti all'interno della sua capitale, Tokyo.
 Corea del Sud
Negli ultimi anni, il Giappone e la Repubblica di Corea hanno intensificato l'attività diplomatica portandola ad un alto livello di cooperazione e coordinamento, con conseguente miglioramento del rapporto tra i due Paesi. Tuttavia, le differenze storiche, tra dispute territoriali che riguardano le Rocce di Liancourt e il ruolo del Giappone in Corea durante la seconda guerra mondiale, complicano i rapporti politici del Giappone con la Corea del Sud, nonostante crescenti legami economici e culturali.
 Mongolia
Tra il 1274 e il 1281, i mongoli, sotto la guida di Kublai Khan, intrapresero due tentativi di invasione ai danni del Giappone, entrambi coronati da un insuccesso, a causa di un tifone che danneggiò pesantemente le truppe dell'invasore. Dopo il crollo della dinastia Qing, la quale aveva governato la Mongolia per alcuni secoli, la rivoluzione mongola del 1911, e dopo il consolidamento del Giappone come potenza mondiale nei primi anni XX secolo, il governo mongolo di Bogd Khan inviò vari emissari con l'obbiettivo di fare richiesta di un formale riconoscimento diplomatico a varie potenze mondiali, tra cui il ministro degli affari interni, Tögs-Ochiryn Tserenchimed, che fu inviato in Giappone nel 1913. Dopo la seconda guerra mondiale, le relazioni diplomatiche tra il Giappone e la Mongolia non ripresero fino al 1972. I rapporti rimasero poco collaborativi fino alla rivoluzione democratica della Mongolia nel 1990, dopo che la visita di Sōsuke Uno nel mese di aprile 1989 e la visita di Toshiki Kaifu nel mese di agosto del 1991 in Mongolia, fecero registrare le prime visite nel territorio mongolo da parte di un ministro e di un primo ministro non appartenenti al blocco orientale. Nel febbraio 1997, durante il 25º anniversario dell'accordo diplomatico tra i due Paesi, l'allora primo ministro mongolo, Mendsaikhany Enkhsaikhan, visitò il Giappone, siglando il rinnovamento della collaborazione tra i due Stati. Nel 1998, anche l'allora presidente Natsagiin Bagabandi visitò il Paese nipponico, registrando la prima visita di un presidente mongolo in Giappone. Più recentemente il Giappone e la Mongolia hanno cercato di rafforzare le loro relazioni diplomatiche. Nel 2008 la Banca del Giappone per la cooperazione internazionale ha stanziato un prestito di 28,8 miliardi di yen (circa 225 milioni di euro) per il governo della Mongolia in modo da costruire un nuovo aeroporto internazionale nella Provincia del Tôv a servizio della città di Ulan Bator.
 Taiwan

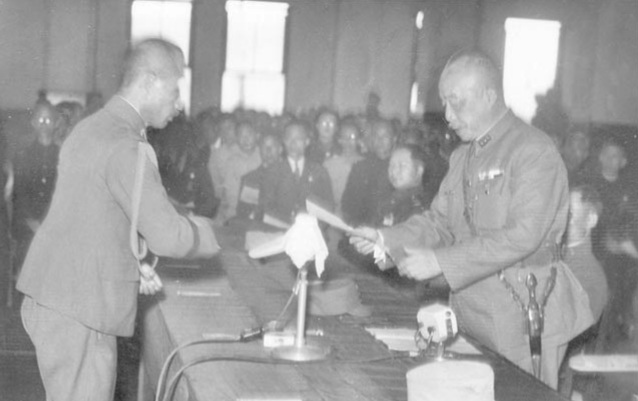
Chen Yi (a destra) accetta la resa del generale Rikichi Andō (a sinistra), l'ultimo Governatore generale giapponese di Taiwan, nel Municipio di Taipei.

Le relazioni internazionali tra la Repubblica Cinese e il Giappone sono regolamentate dal Comunicato congiunto del governo del Giappone e del governo della Repubblica Popolare Cinese, del 29 settembre 1972, il quale, ribadisce che Taiwan è parte inalienabile del territorio della Repubblica Popolare Cinese, con la comprensione e il rispetto della posizione da parte del governo del Giappone, ai sensi dell'articolo 8 della Dichiarazione di Potsdam. In passato, Taiwan rimase sotto il dominio del Giappone dal 1895 al 1945, ovvero dalla vittoria riportata nella prima guerra sino-giapponese alla sconfitta nella seconda guerra mondiale. Trattandosi della prima colonia d'oltremare del Giappone, le intenzioni giapponesi erano di trasformare l'isola in un fiore all'occhiello nel campo del colonialismo, sforzandosi per migliorare a fondo l'economia dell'isola, l'industria, i lavori pubblici e per cambiare la sua cultura. I fallimenti riportati in ambito politico nell'immediato dopoguerra da parte del Partito Nazionalista Cinese portarono a un sentimento di nostalgia tra la vecchia generazione di Taiwan che ebbe modo di sperimentare entrambi i governi. Ciò ha influenzato, in qualche misura, temi come l'identità nazionale, l'identità etnica e il movimento per l'indipendenza di Taiwan. In parte come conseguenza, il popolo di Taiwan, in generale, prova molto meno antipatia verso il retaggio della dominazione giapponese rispetto ad altri Paesi dell'Asia.

## Asia sud-orientale
Dal 1990 in poi l'interazione del Giappone con la stragrande maggioranza dei Paesi dell'area del Pacifico, in particolare i suoi fiorenti scambi economici, divenne sempre più importante per i Paesi beneficiari. I Paesi in via di sviluppo dell'Associazione delle Nazioni del Sudest Asiatico (ASEAN) consideravano il Giappone come fondamentale per il loro sviluppo. Difatti l'aiuto del Giappone ai paesi dell'ASEAN fu pari a 1,9 miliardi di dollari durante l'anno fiscale giapponese 1988 contro circa 333 milioni di dollari per gli Stati Uniti durante lo stesso anno. Il Giappone fu anche il primo investitore straniero nei Paesi dell'ASEAN, con investimenti pari a circa 14,5 miliardi di dollari a partire da marzo 1989, più del doppio di quelli degli Stati Uniti.
All'inizio degli anni novanta, il governo giapponese concentrò i suoi sforzi al fine di migliorare la sua statura diplomatica, soprattutto in Asia. Molto pubblicizzato fu il tour dell'allora primo ministro Toshiki Kaifu del 1991, il quale visitò le cinque maggiori nazioni del Sudest asiatico (Malaysia, Brunei, Thailandia, Singapore e Filippine) e tenne un importante discorso a Singapore durante il quale promosse un nuovo partenariato con l'ASEAN promettendo che il Giappone sarebbe andato al di là della sfera puramente economica per cercare «un ruolo appropriato nella sfera politica come una nazione di pace». A testimonianza di questo nuovo ruolo, il Giappone ha preso parte attiva nella promozione di negoziati per risolvere i problemi che affliggevano la Cambogia.
Nel 1999, i Paesi membri dell'ASEAN insieme a Cina, Corea del Sud e Giappone hanno elaborato nuovi tipi di accordi di
cooperazione economica e non, che hanno dato vita a forme di integrazione inter-regionale e intra-regionale, formando l'ASEAN Plus Three. Nel 2005 i Paesi dell'ASEAN Plus Three, insieme a India, Australia e Nuova Zelanda hanno tenuto il primo East Asia Summit (EAS).
 Cambogia
Il Giappone possiede un'ambasciata nella capitale cambogiana Phnom Penh. Grazie soprattutto ai bassi costi del lavoro e alla vicinanza ad altre nazioni del Sud-Est asiatico, un numero sempre crescente di società giapponesi sta operando nei complessi industriali della Cambogia, come ad esempio la Denso Corporation e la Sumitomo Corporation, trovando posto nel distretto noto come Phnom Penh Special Economic Zone, inaugurato nel 2008, che è attualmente gestito da una joint venture composta da investitori locali e nipponici. Il Giappone, inoltre, risulta essere il maggiore contributore della Cambogia, fornendo circa 1,2 miliardi di dollari nell'ambito del programma di aiuto pubblico allo sviluppo (APS) nel periodo che va dal 1992 ad oggi. Solo nel 2007, gli aiuti giapponesi ammontavano a circa 59 milioni di dollari. Infine il governo giapponese ha fornito assistenza nelle operazioni di sminamento del territorio cambogiano.
 Filippine
Le relazioni nippo-filippine risalgano ad ancora prima del XVI secolo. La cultura giapponese ha in qualche modo ha influenzato quella filippina, insegnando ai primi filippini attività come la fabbricazione di armi e utensili, la concia della pelle di daino e la riproduzione in cattività di anatre e pesci.
Dopo la firma del trattato di San Francisco, le relazioni tra le due nazioni ripresero quando fu siglato un accordo di indennità di guerra nel 1956. Nel 1973 entrò in vigore il trattato di amicizia, commercio e navigazione tra i due Paesi. Nel 1980 il Giappone è stato il principale contributore allo sviluppo, al commercio, negli investimenti e nel turismo delle Filippine, mentre nella seconda metà degli anni ottanta, l'allora presidente filippino Corazon Aquino visitò il Giappone, incontrando l'allora imperatore Hirohito, il quale si scusò per i crimini di guerra commessi dal Giappone durante la seconda guerra mondiale. Aquino tornò nuovamente in Giappone per i funerali di Hirohito e per l'incoronazione del nuovo imperatore Akihito.
 Indonesia
L'Indonesia e il Giappone sono due nazioni asiatiche che condividono legami storici, economici e politici, sviluppatisi soprattutto intorno al periodo della seconda guerra mondiale. Il Giappone è il principale partner delle esportazioni di Indonesia e anche uno dei principali contributori allo sviluppo in Indonesia attraverso il programma di cooperazione internazionale giapponese. L'Indonesia, d'altro canto, fornisce al Giappone importanti risorse naturali come ad esempio il gas naturale liquefatto. Il Giappone, inoltre, ha investito in Indonesia per un lungo periodo, in particolare nel settore automobilistico, nel settore dei prodotti elettronici e nei settori energetico e minerario. In Indonesia, si contano circa 1.000 aziende giapponesi che danno lavoro a circa 300.000 persone. Entrambi i Paesi sono membri del G20 e dell'APEC.
L'Indonesia possiede un'ambasciata a Tokyo e un consolato a Osaka. Il Giappone ha un'ambasciata a Giacarta e consolati a Medan, Denpasar, Surabaya e Makassar.
 Malaysia

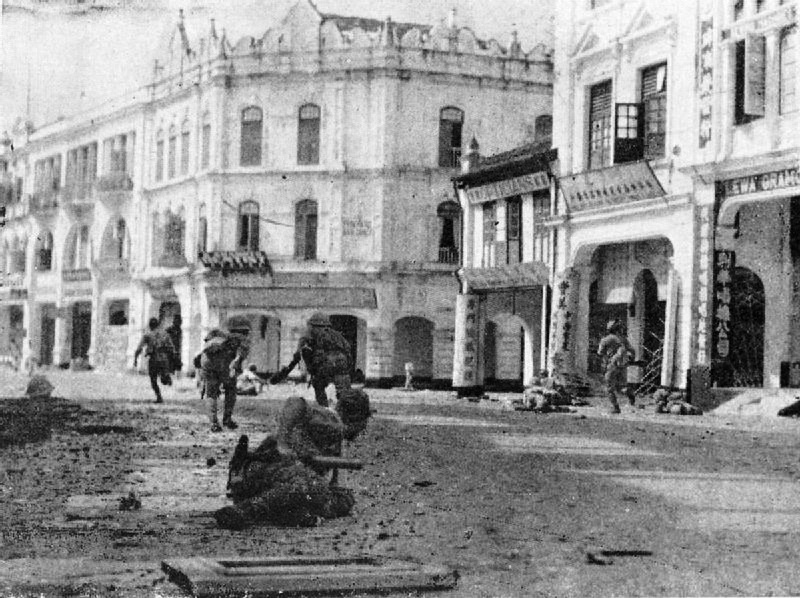
Truppe giapponesi invadono Kuala Lumpur durante la campagna di Malesia.

Le prime relazioni tra Giappone e Malaysia risalgono al XV secolo quando vennero istituiti importanti rapporti commerciali tra il regno delle Ryūkyū e il sultanato di Malacca. Complessivamente, 150 viaggi sulle navi ryukyuane tra il regno e il resto del Sud-Est asiatico vennero registrati nel Rekidai Hoan (un resoconto ufficiale di documenti diplomatici compilati dal regno) i quali ebbero luogo probabilmente tra il 1424 e il 1630, dei quali 10 diretti a Malacca, 10 a Pattani e 8 a Giava. Durante la seconda guerra mondiale, il Giappone, affermatosi come una superpotenza imperiale, lanciò numerose offensive verso tutto il Sud-Est asiatico, tra cui la Malesia, allora sotto il dominio britannico. La campagna di Malesia iniziò l'8 dicembre 1941, culminando con l'invasione della stessa da parte dei giapponesi, i quali ebbero la meglio sulle truppe inglesi. L'occupazione giapponese fece emergere in Malesia un movimento antigiapponese, che portò alla creazione di un esercito antigiapponese del popolo malese (MPAJA). Con la sconfitta e la successiva occupazione per mano degli Stati Uniti, il Giappone ha cercato di ristabilire le relazioni diplomatiche con i Paesi vicini. L'indipendenza malese dagli inglesi, avvenuta il 31 agosto 1957, fu concordata dopo una serie di relazioni diplomatiche con il Giappone. L'ambasciata giapponese è stata fondata a Kuala Lumpur il 9 settembre 1957.
Il totale degli scambi tra Malesia e Giappone nel 2011 ammontava 145,3 miliardi di ringgit malesi (circa 36 milioni di euro) di cui 80 miliardi per le esportazioni dalla Malesia al Giappone, mentre le importazioni dal Giappone ammontavano a 65,3 miliardi. Ci sono circa 1.400 aziende giapponesi che operano in Malesia, le quali creano più di 11.000 posti di lavoro.
 Thailandia

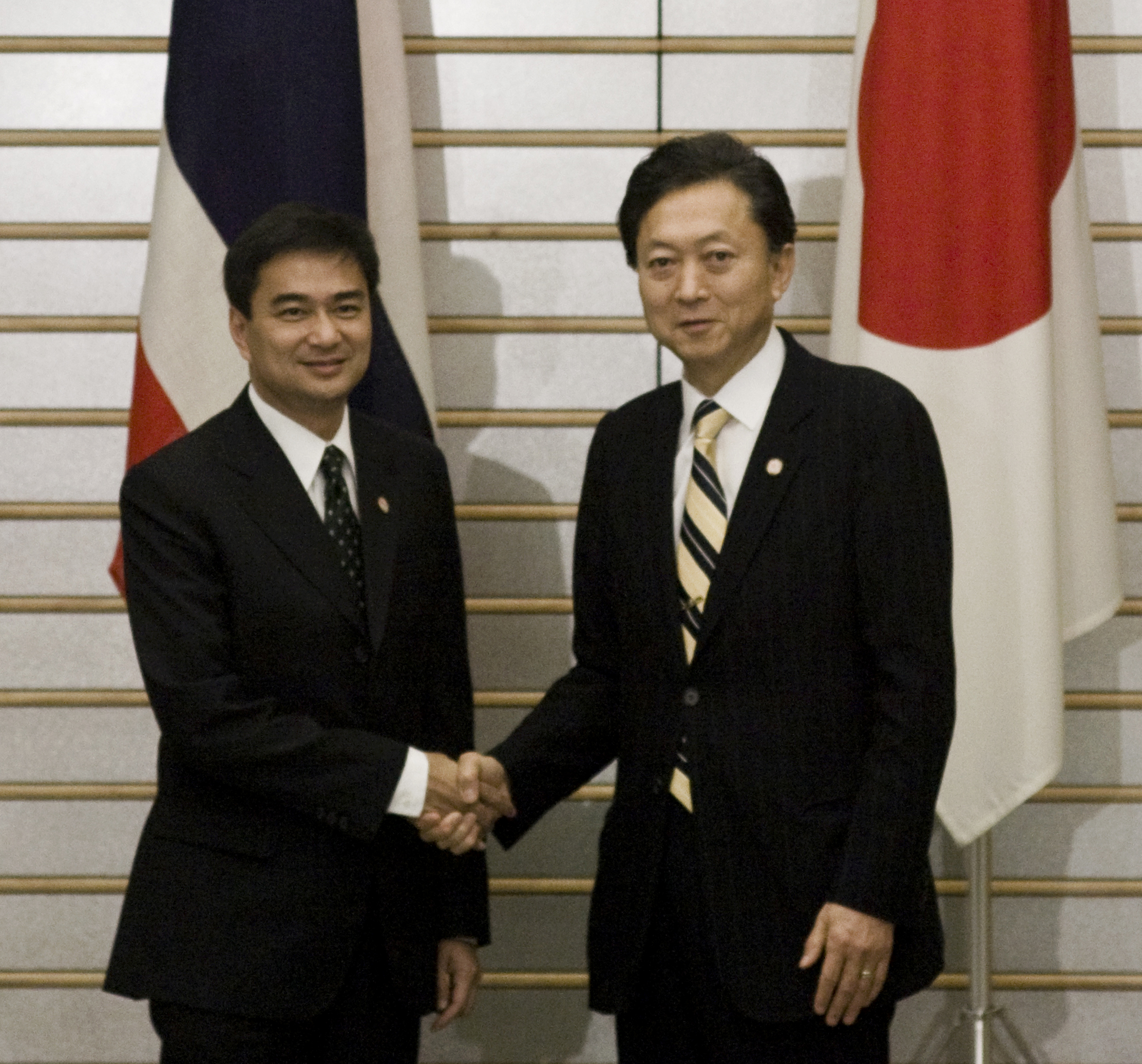
Abhisit Vejjajiva, allora primo ministro della Thailandia, e Yukio Hatoyama, allora primo ministro del Giappone, nel 2009.

Già nel XVI secolo si hanno le prime testimonianze di relazioni tra Giappone e Thailandia, quando nel 1593, il re siamese Naresuan sconfisse il principe ereditario burmese Phra Maha Uparaja, con l'ausilio di 500 soldati giapponesi. Durante la seconda guerra mondiale il Giappone invase la Thailandia, l'8 dicembre 1941, sbarcando con circa 2000 soldati a Bangkok, oltre a raggiungere Songkhla e Prachuab, dando inizio alla battaglia di Prachuap Khiri Khan. Inizialmente le truppe thailandesi fecero opposizione, ma cinque ore dopo aver ricevuto l'ultimatum giapponese, il gabinetto thailandese ordinò ai propri soldati di arrendersi. La Thailandia rimase occupata dal Giappone fino alla sconfitta di quest'ultimo nel 1945.
Recentemente, costruttori di auto giapponesi quali Toyota, Honda e Nissan hanno fatto richiesta per ottenere una licenza per costruire impianti in Thailandia. Le prime auto costruite in Thailandia hanno incominciato ad essere esportate in Giappone e nel resto del mondo nel 2012.
Nel 2007 le due nazioni hanno siglato un accordo di partenariato economico di libero scambio, il quale ha eliminato il 90% delle tariffe sul commercio tra i due Stati per i successivi dieci anni.
 Vietnam
I primi rapporti tra Giappone e Vietnam furono di carattere commerciale e risalgono al XVII secolo. Nel 2011 il Giappone ha contribuito allo sviluppo del Vietnam donando 1,76 miliardi di dollari, circa quattro volte di più del secondo maggiore contributore, la Corea del Sud, con 412 milioni di dollari. Nel 2012, vi è stato un incremento nelle donazioni, le quali hanno raggiunto la cifra di 1,9 miliardi di dollari donati dal Paese nipponico al Vietnam.
Altri Paesi
| Paese     | Anno inizio delle relazioni |
| --------- | --------------------------- |
| Brunei    | 1984                        |
| Birmania  | 1954                        |
| Laos      | 1952                        |
| Singapore | 1966                        |
| Timor Est | 2002                        |

## Asia meridionale
In Asia meridionale, il ruolo del Giappone è principalmente quello di donatore. L'aiuto economico del Giappone ai sette Paesi dell'Asia meridionale ammontava a 1,1 miliardi di dollari nel 1988 e 1989, scendendo a poco meno di 900 milioni di dollari nel 1990. Fatta eccezione per il Pakistan, che ha ricevuto i maggiori aiuti da parte degli Stati Uniti, tutti gli altri paesi dell'Asia meridionale ricevono la maggior parte dei loro aiuti dal Giappone. Quattro nazioni dell'Asia meridionale (India, Pakistan, Bangladesh e Sri Lanka) sono nella top 10 mondiale dei beneficiari degli aiuti di Tokyo.
 Bangladesh
Le relazioni tra il Bangladesh e il Giappone hanno avuto inizio ufficialmente il 10 febbraio 1972. Il Giappone è l'11º mercato di esportazione più grande del Bangladesh, mentre le importazioni dal Bangladesh costituiscono il 26% di tutte le importazioni giapponesi provenienti dai Paesi meno sviluppati, seconde solo a quelle provenienti dalla Cambogia. I prodotti più comuni importati dal Bangladesh in Giappone includono pelletteria, abbigliamento e gamberetti. Dal 2004, il Giappone è diventato la quarta maggiore fonte di investimenti diretti esteri del Bangladesh, dietro a Stati Uniti, Regno Unito e Malesia. I principali obiettivi politici del Giappone nel suo rapporto con il Bangladesh comprendono il ruolo di sostegno di quest'ultimo alla candidatura giapponese per un posto nel Consiglio di sicurezza delle Nazioni Unite, e un mercato stabile per i loro prodotti finiti. Il Giappone, inoltre, è una significativa fonte di aiuti allo sviluppo del Bangladesh.
 India

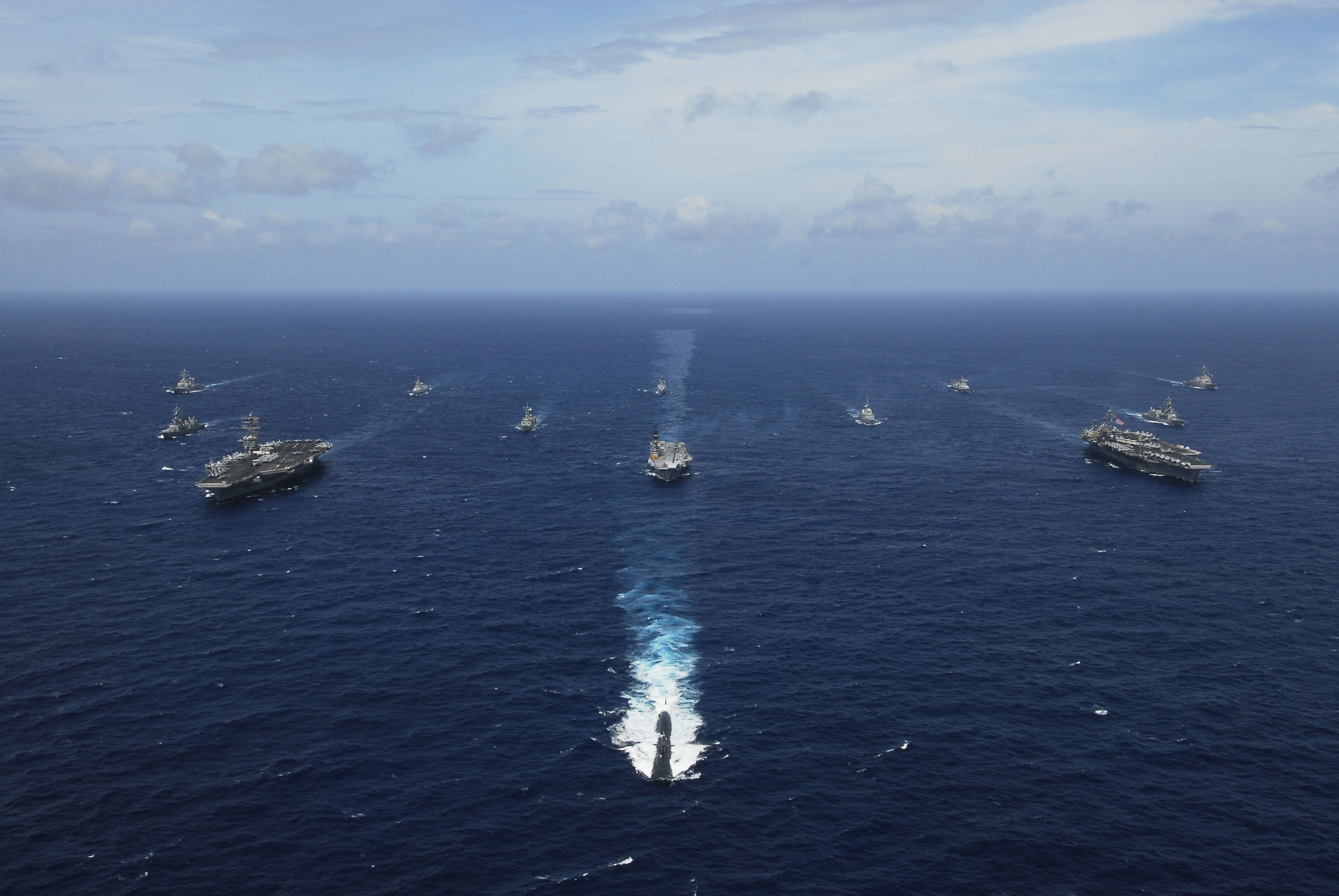
La Marina nipponica e quella indiana hanno preso parte alle esercitazioni navali di Malabar nel 2007, al largo della costa occidentale dell'India. La partecipazione a molti di questi esercizi multilaterali da parte del Giappone simboleggia la stretta cooperazione militare tra l'India e il Paese nipponico.

Nel corso della storia, le relazioni estere bilaterali tra Giappone e India sono state generalmente di carattere amichevole. Nel dicembre 2006, la visita in Giappone del primo ministro indiano Manmohan Singh culminò con la firma della Dichiarazione congiunta tra Giappone e India di partenariato strategico e globale.
Nell'ottobre 2008, India e Giappone hanno firmato un accordo di cooperazione per la sicurezza, in cui entrambe sono tenute a organizzare esercitazioni militari, pattugliare l'Oceano Indiano e impegnarsi nella lotta al terrorismo, rendendo l'India uno dei soli tre Paesi, gli altri due sono gli Stati Uniti e l'Australia, con il quale il Giappone ha siglato un patto di sicurezza. Inoltre, secondo il primo ministro giapponese Shinzo Abe, è interesse del Giappone sviluppare legami più stretti con l'India, la democrazia più popolosa del mondo. A tal fine, il Giappone ha finanziato numerosi progetti di infrastrutture in India, in particolare investendo nel progetto della metropolitana di Nuova Delhi.
 Nepal
Le relazioni diplomatiche tra Giappone e Nepal furono istituite ufficialmente nel settembre 1956, nonostante i primi rapporti tra le due nazioni risalgano al 1899. Il Giappone è il maggiore contributore allo sviluppo del Nepal, contribuendo, con un prestito di 5,5 milioni di yen, alla costruzione dell'impianto per il trattamento delle acque di Mahankal-Melamchi, rifornendo in tal modo la gente di Kathmandu con un approvvigionamento di acqua pura e abbondante. Il Giappone ha fornito inoltre al Nepal un prestito di 160 milioni di dollari per la costruzione del più grande impianto idroelettrico nepalese chiamato Kaligandaki A, più un ulteriore prestito di 200.000 dollari destinato ai regimi di riduzione della povertà. Nel 2008, il Giappone ha concesso 750.000 dollari per aiutare il Nepal nella preparazione di un disegno di progetto per migliorare la qualità dei servizi del trasporto aereo.
Altri Paesi
| Paese        | Anno inizio delle relazioni |
| ------------ | --------------------------- |
| Afghanistan  | 1930                        |
| Bhutan       | 1986                        |
| Kazakistan   | 1992                        |
| Kirghizistan | 1992                        |
| Maldive      | 1967                        |
| Pakistan     | 1952                        |
| Sri Lanka    | 1952                        |
| Tagikistan   | 1992                        |
| Turkmenistan | 1992                        |
| Uzbekistan   | 1992                        |

## Asia occidentale
Iran
Le relazioni diplomatiche tra Iran e Giappone furono istituite formalmente nel 1926. Nel corso della loro storia, i due Paesi hanno mantenuto una collaborazione relativamente amichevole e di forte carattere strategico.
Secondo un sondaggio del 2012 a cura della BBC, solo il 4% dei giapponesi percepisce l'influenza dell'Iran come positiva, mentre il 52% ha espresso un giudizio negativo. Secondo un altro sondaggio dello stesso anno a cura della Pew Global Attitudes Survey, il 15% dei giapponesi vede il rapporto con l'Iran in modo favorevole, contro il 76% che invece lo reputa dannoso; il 94% dei giapponesi si oppone all'acquisizione iraniana di armi nucleari e il 61% di questi approverebbe «sanzioni economiche più dure» ai danni dell'Iran. Tuttavia è da notare che, solo il 40% sarebbe d'accordo sull'uso della forza militare per impedire all'Iran di sviluppare armi nucleari, e il 49% sopporterebbe di vedere l'Iran armata piuttosto che intervenire militarmente, una percentuale più alta di qualsiasi altro Paese preso in esame, tra cui la Cina, la Russia e di qualsiasi altro Paese musulmano.
I due Paesi firmarono un trattato di amicizia nel 1939, e rapporti cordiali furono mantenuti anche durante la seconda guerra mondiale fino al 1942, quando gli Alleati invasero la Persia. Le relazioni diplomatiche formali furono restaurate nel 1953, dopo la firma del trattato di San Francisco.
L'Iran e il Giappone firmarono nel 1974 un accordo d'esenzione del visto per i viaggi tra i due Paesi, ma esso terminò nell'aprile del 1992 a causa del grande numero di migrazioni illegali dall'Iran al Giappone. Inoltre le due nazione hanno collaborato attivamente nella ricostruzione dell'Afghanistan e nelle questioni del conflitto israelo-palestinese.
I due Paesi collaborano attivamente anche in ambito commerciale, difatti nel 2004 il Giappone ha contribuito allo sviluppo del più grande giacimento di petrolio sulla terraferma iraniana, situato a Azadegan, inoltre l'Iran è il terzo fornitore di petrolio del Giappone dopo l'Arabia Saudita e gli Emirati Arabi Uniti. La bilancia commerciale tra l'Iran e il Giappone è fortemente pesata a favore dell'Iran, con il Giappone che esporta automobili e prodotti elettronici ed importa prodotti petroliferi e petrolchimici. A partire dal 2010, il Giappone collabora con l'Iran su diversi importanti progetti; il volume degli scambi annuali tra i due Stati supera gli 11 miliardi di dollari.

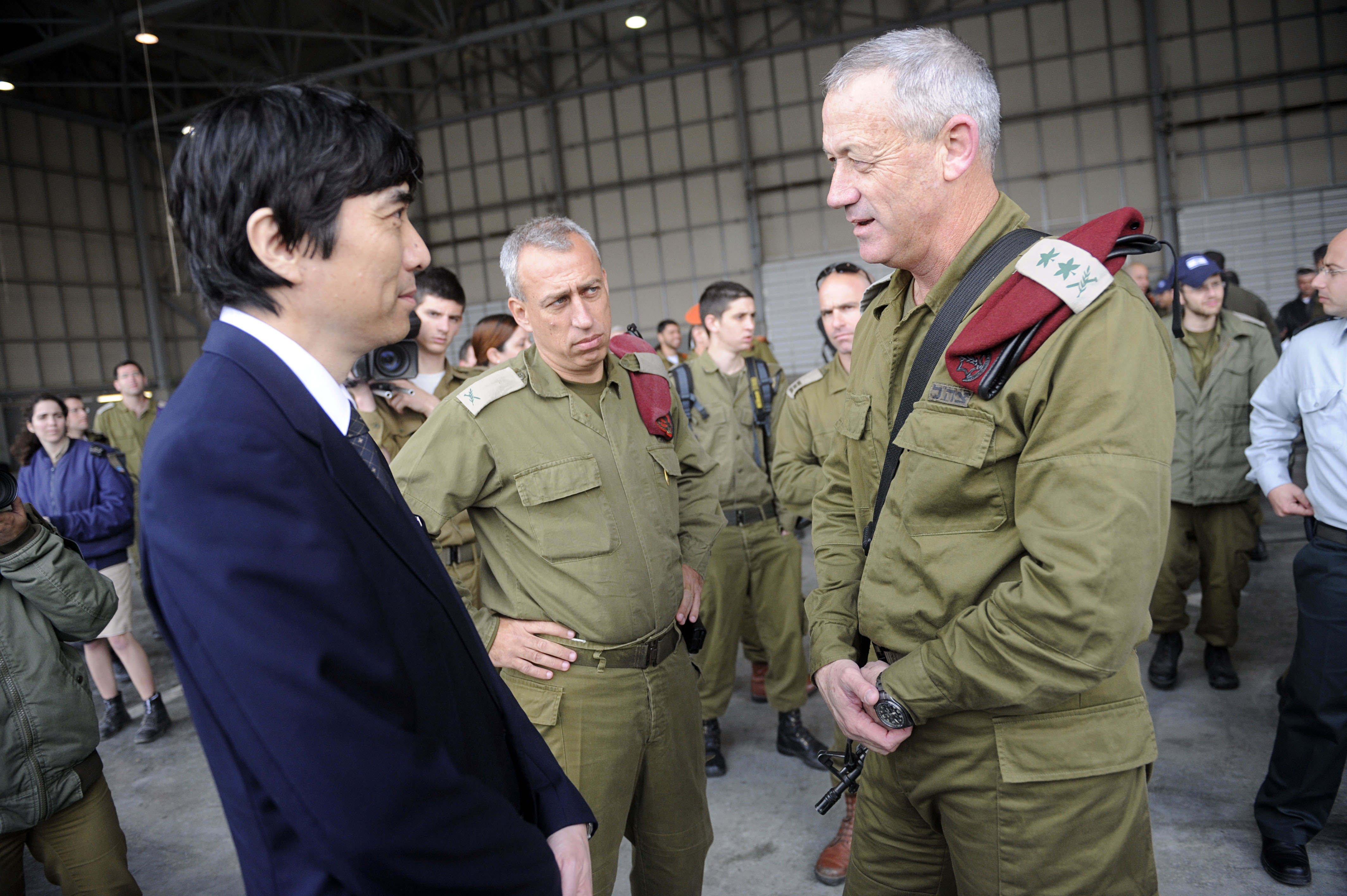
L'ambasciatore giapponese in Israele Haruhisa Takeuchi a colloquio con il Capo di Stato Maggiore israeliano, il tenente generale Gantz (2011).

Altri Paesi
| Paese               | Anno inizio delle relazioni |
| ------------------- | --------------------------- |
| Arabia Saudita      | 1955                        |
| Azerbaigian         | 1991                        |
| Emirati Arabi Uniti | 1972                        |
| Israele             | 1952                        |
| Giordania           | 1954                        |
| Kuwait              | 1961                        |
| Libano              | 1954                        |
| Oman                | 1972                        |
| Qatar               | 1972                        |
| Siria               | 1953                        |
| Yemen del Nord      | 1970                        |
| Yemen del Sud       | 1974                        |

## Oceania
Australia

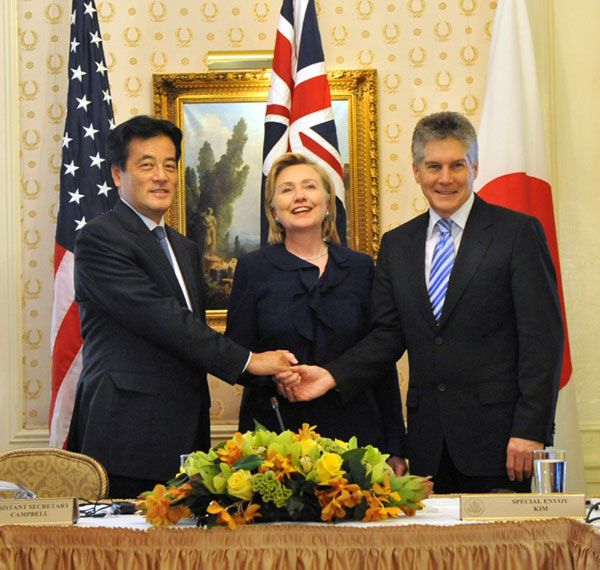
Katsuya Okada (a sinistra), Hillary Clinton (al centro) e Stephen Smith (a destra).

Le relazioni tra l'Australia e Giappone sono state caratterizzate nel corso della sua storia da momenti di tensione, ma anche fiducia e amicizia. I ricordi della seconda guerra mondiale indugiano ancora tra gli australiani più anziani, sommati alla paura più moderna del Giappone visto come dominatore economico dei Paesi dell'Asia orientale, anche se tali timori sono scemati in risposta allo stallo verificatosi nell'economia giapponese negli anni novanta. Allo stesso tempo, il governo e le imprese leader dell'Australia vedono il Giappone come mercato di esportazione vitale ed un elemento essenziale per una crescita futura e per la prosperità nella regione Pacifico-asiatica.
Dopo l'interruzione dei rapporti durante il secondo conflitto mondiale, le relazioni ripresero nel 1952, e dagli anni novanta l'Australia è una fonte principale di cibo e materie prime per il Giappone, mentre il Paese oceanico importa soprattutto prodotti agricoli tra cui manzo, burro e mele dal Giappone; quest'ultimo, inoltre, è il più grande mercato di esportazione di manzo australiano, equivalente a quasi il 36% di tutte le carni esportate nel 2011. Come l'Australia commercia e trae numerosi guadagni dall'esportazione di minerali grezzi in Giappone, quest'ultimo esporta prodotti tecnologici quali televisori, computer e automobili, divenendo la fonte principale di auto e moto in Australia.
 Nuova Zelanda
I rapporti tra Giappone e Nuova Zelanda sono stati, nella loro storia, generalmente cordiali dal secondo dopoguerra in poi, con il Giappone che rappresenta un importante partner commerciale per la Nuova Zelanda. Queste relazioni sono andate avanti, nonostante le dispute politiche tra i due Paesi sulla caccia alle balene.
Nel 2011, la Nuova Zelanda inviò in Giappone una squadra di soccorso per partecipare alle attività di salvataggio dopo il terremoto del Tohoku, donando inoltre 2 milioni di dollari alla Croce Rossa giapponese per sostenere gli sforzi di soccorso.

## Europa

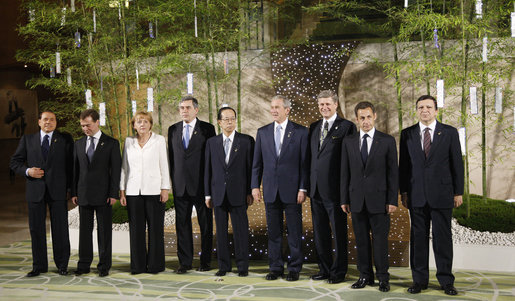
Yasuo Fukuda rappresenta il Giappone al 34º G8, tenutosi a Hokkaidō nel 2008.

La collaborazione tra il Giappone e l'Unione europea e i suoi Stati membri, è iniziata ufficialmente il 18 luglio 1991, in seguito all'accordo raggiunto dall'allora primo ministro giapponese Toshiki Kaifu con il primo ministro olandese e capo del Consiglio della Comunità europea, Ruud Lubbers, e con il presidente della Commissione europea, Jacques Delors. Tra gli obbiettivi prefissati dalle due parti vi è la volontà di promuovere soluzioni pacifiche per le tensioni internazionali o regionali e mirare al rafforzamento del ruolo delle Nazioni Unite e delle altre organizzazioni internazionali; sostenere il sistema sociale basato sulla libertà, la democrazia, lo Stato di diritto, i diritti umani e l'economia di mercato; migliorare la consultazione politica e, per quanto possibile, il coordinamento delle politiche sulle questioni internazionali che potrebbero influenzare la pace e la stabilità mondiale, compresa la sicurezza internazionale, su aspetti quali la non proliferazione delle armi nucleari e chimiche e la non proliferazione della tecnologia missilistica; rafforzare il dialogo e la cooperazione in vari aspetti delle relazioni molteplici tra le due parti in settori quali il commercio, gli investimenti, la cooperazione industriale, la tecnologia avanzata, l'energia, l'occupazione, gli affari sociali e le regole di concorrenza; sostenere gli sforzi dei Paesi in via di sviluppo, in particolare i più poveri; rafforzamento della cooperazione nel campo della scienze, nell'ambiente, nella lotta al terrorismo, in ambito culturale e nella promozione della pace.
 Francia
Le origini delle relazioni tra Francia e Giappone risalgono al XVII secolo, quando un samurai e ambasciatore giapponese, Hasekura Tsunenaga, inviato a Roma da Date Masamune, sbarcò a Saint-Tropez e vi rimase per alcuni giorni, dando inizio alla collaborazione tra i due Paesi. Da allora Francia e Giappone hanno goduto di un rapporto molto robusto, il quale si è ulteriormente rafforzato nel corso dei secoli attraverso vari contatti in altri Paesi da parte di rappresentanti di alto livello, dando luogo a sforzi strategici e scambi culturali tra le due nazioni.
Dopo quasi due secoli di sakoku, i due Paesi ripresero i rapporti durante la seconda metà del XIX secolo, in campo militare, economico, giuridico e artistico. L'impero giapponese modernizzò il suo esercito attraverso l'assistenza di missioni militari francesi (Jules Brunet), ricorrendo anche in seguito alla Francia per diversi aspetti della sua modernizzazione, in particolare nello sviluppo di un settore della costruzione navale nel corso dei primi anni della Marina imperiale giapponese (Louis-Émile Bertin), e nello sviluppo di un codice giuridico.
La Francia ha tratto parte della sua ispirazione artistica moderna dall'arte giapponese, essenzialmente attraverso il giapponismo e la sua influenza sull'impressionismo, e quasi completamente traendo beneficio dall'influenza del Giappone per il settore industriale della produzione della seta.
Più recentemente, l'ex presidente francese Jacques Chirac visitò il Giappone più di quaranta volte, dichiarando di apprezzare la storia e la cultura del Giappone.
 Germania

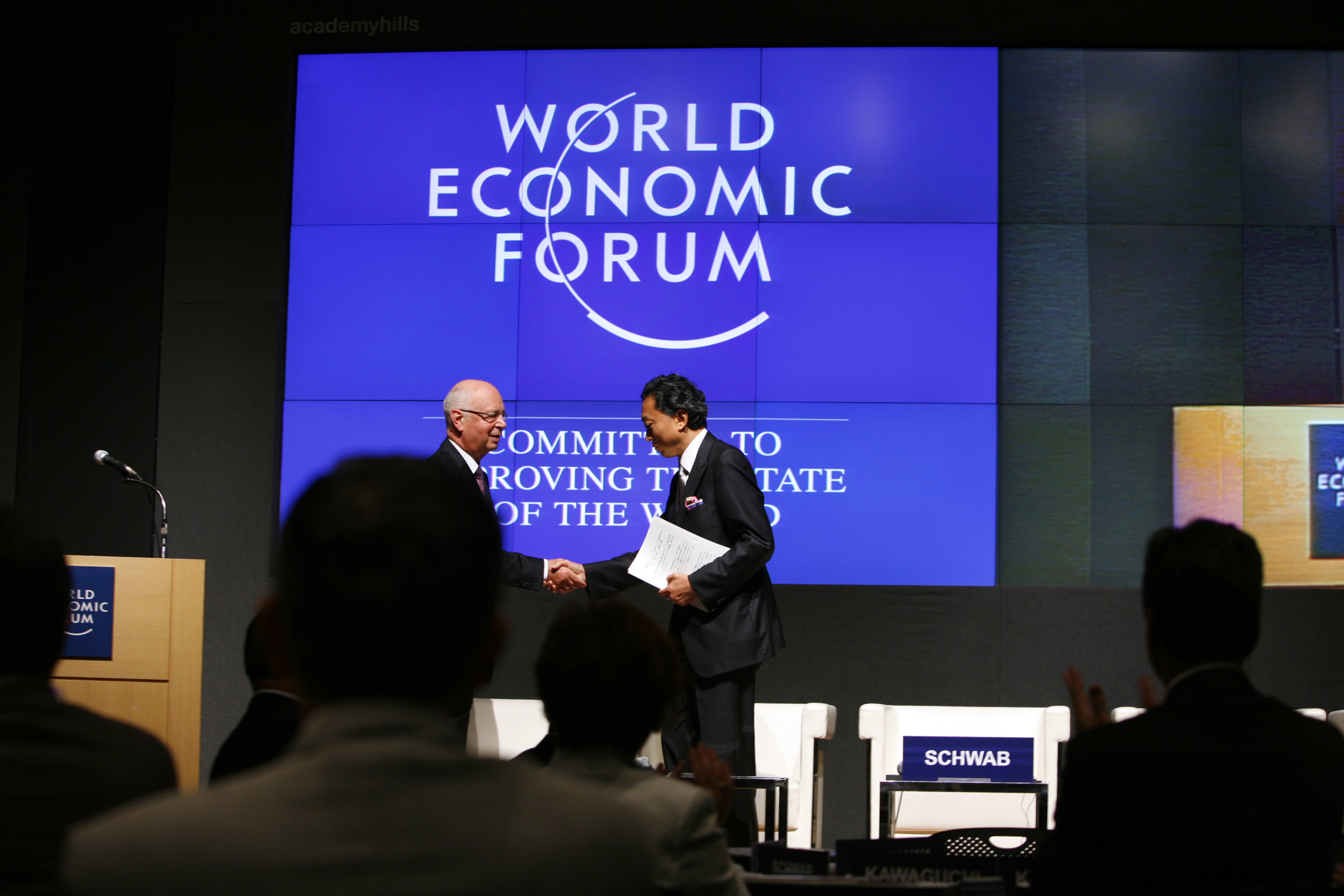
L'economista tedesco Klaus Schwab saluta l'allora primo ministro giapponese Yukio Hatoyama al World Economic Forum del 2009.

Le relazioni tedesco-giapponesi sono state istituite nel 1860 con la prima visita degli ambasciatori in Giappone dalla Prussia (precedente alla formazione dell'Impero tedesco nel 1871). Possibili relazioni precedenti furono vietate dalla shogunato Tokugawa, che nel 1603 isolò il Giappone da qualsiasi contatto con le nazioni occidentali, fino alla Restaurazione Meiji del 1867. Dopo un momento di scambio intellettuale e culturale intenso nel tardo XIX secolo, le aspirazioni contrastanti dei due imperi in Cina portarono a un raffreddamento dei rapporti. Il Giappone si alleò con l'Inghilterra durante la prima guerra mondiale, dichiarando guerra alla Germania nel 1914 e impossessandosi di territori tedeschi chiave in Asia.
Nel 1930, entrambi i Paesi adottarono un atteggiamento militarista che portò Germania e Giappone a un riavvicinamento e, infine, una alleanza politica e militare che comprendeva anche l'Italia: le cosiddette potenze dell'Asse. Durante la seconda guerra mondiale, tuttavia, le operazioni belliche dell'Asse furono limitate dalle grandi distanze tra i Paesi membri, e per la maggior parte della guerra, il Giappone e la Germania combatterono due battaglie distinte, che le videro entrambe perdenti.
Dopo la seconda guerra mondiale, le economie di entrambe le nazioni furono protagoniste di rapidi recuperi e le relazioni bilaterali, ora incentrate su questioni economiche, furono presto ristabilite. Nel 2012, il Giappone e la Germania erano, rispettivamente, la terza e la quarta economia più grande al mondo, e dalla loro cooperazione entrambe traggono grandi vantaggi in ambito politico, culturale, scientifico ed economico.
Nel 2004, gli allora cancelliere tedesco Gerhard Schröder e primo ministro giapponese Jun'ichirō Koizumi cooperarono nell'assistenza e ricostruzione dell'Iraq e dell'Afghanistan, per la promozione di un'attività di scambio economico, scambi culturali in ambito giovanile e sportivo, nonché nei campi della scienza, della tecnologia e accademico.
Secondo un sondaggio a cura della Bertelsmann Foundation, nel 2012 i tedeschi avevano una percezione del Giappone assolutamente positiva, considerando il Paese nipponico meno come concorrente e più come partner economico. Anche per i giapponesi l'opinione sulla Germania era buona, con il 47% della popolazione che considerava il Paese tedesco in maniera positiva mentre solo il 3% lo percepiva in maniera negativa. Tuttavia, secondo un sondaggio della BBC del 2013, mentre l'opinione dei giapponesi non è cambiata, il 46% dei tedeschi ora vede l'influenza del Giappone in modo negativo, mentre solo il 26% ne ha una percezione positiva.
 Italia

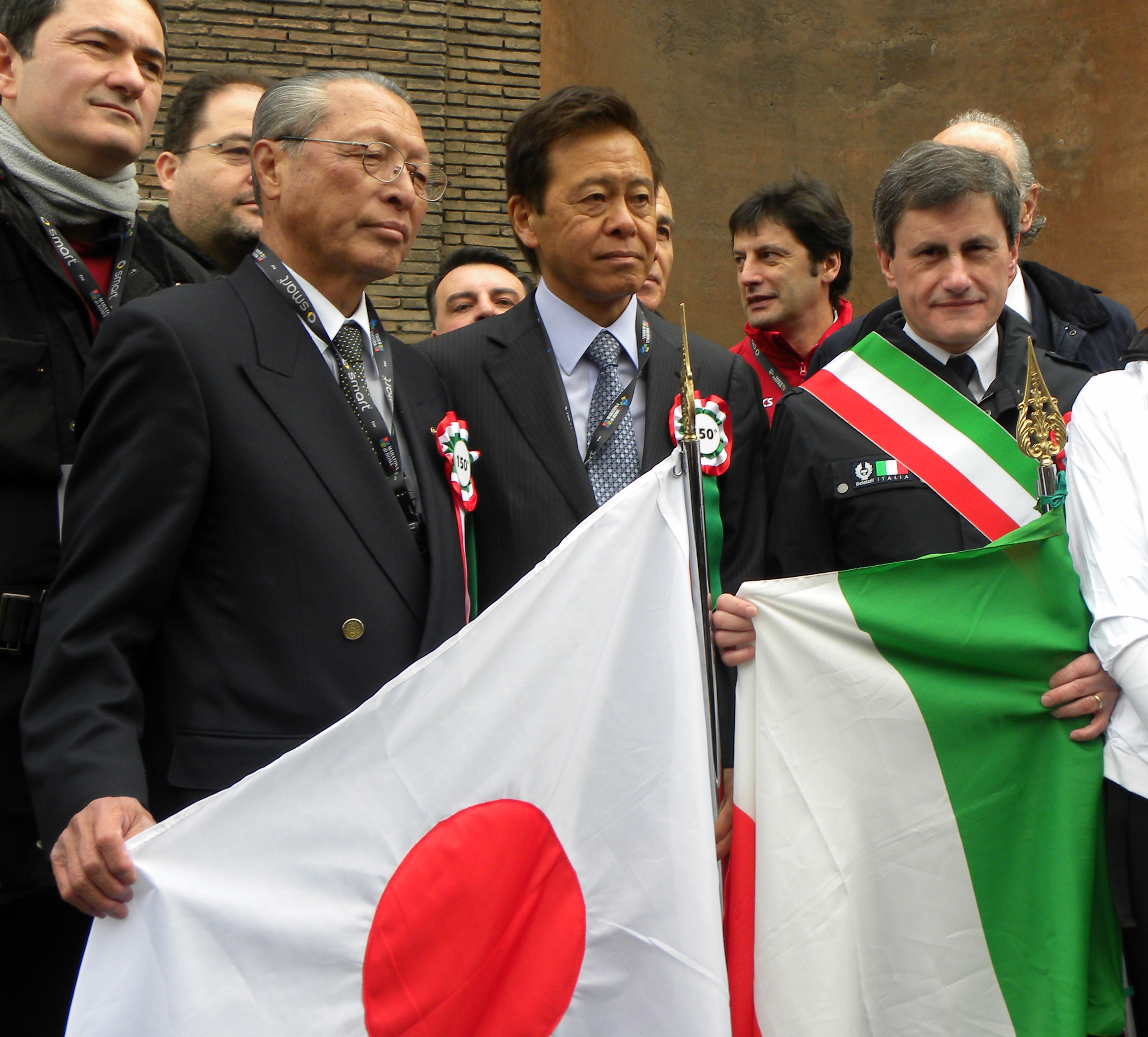
L'ambasciatore giapponese in Italia Hiroyasu Ando (al centro) con l'allora sindaco di Roma Gianni Alemanno (a destra) nel 2011.

Le relazioni tra il Giappone e l'Italia sono iniziate formalmente nel 1866, ma i primi contatti tra i due Paesi risalgono almeno al XVI secolo, quando la prima missione giapponese in terra straniera giunse a Roma nel 1585 guidata da Itō Mancio.
Nel XIX secolo Italia e Giappone videro grandi cambiamenti nella loro struttura politica e sociale, con la prima che conquistò la sua unità nazionale nel 1861 e il secondo che entrò, a partire dal 1868, in un processo di profonda modernizzazione su linee occidentali (Restaurazione Meiji). In questo stesso periodo i rapporti si fecero via via sempre più stretti, culminando con la partecipazione dei due Paesi a entrambe le guerre mondiali in qualità di alleati, nel corso della Prima e anche nella prima parte della Seconda, che vide l'Italia dichiarare guerra al Giappone il 15 luglio 1945.
Nel secondo dopoguerra Italia e Giappone furono interessati entrambi da un periodo di forte crescita economica, che permise loro di risollevarsi dalla situazione disastrosa in cui si erano ritrovati dopo la fine del conflitto e di stringere rinnovati accordi economici e commerciali, nonché attivi rapporti di collaborazione scientifica per lo sviluppo tecnologico.
Le relazioni moderne sono buone e l'Italia risulta essere uno dei Paesi più amati in Giappone e una delle destinazioni turistiche europee più gettonate, grazie soprattutto al successo del marchio Made in Italy che ha contribuito, fin dagli anni novanta del XX secolo, ad accrescere l'apprezzamento dei giapponesi per la cultura italiana. D'altra parte anche gli italiani dimostrano di apprezzare la cultura giapponese, e sono molti gli eventi in Italia dedicati alla cultura di massa e alla tradizione e arte del Paese nipponico.
 Regno Unito

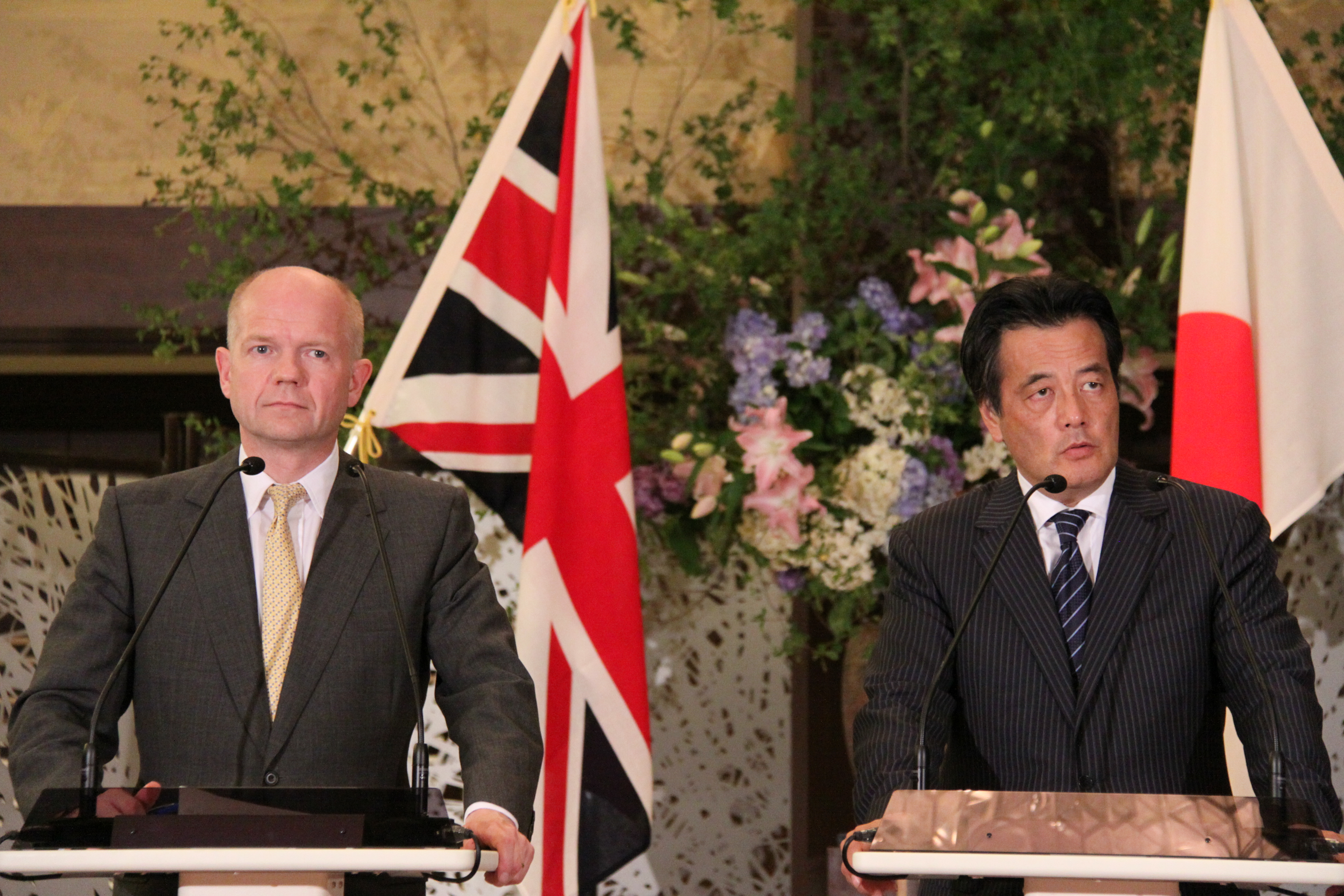
L'allora ministro degli esteri britannico William Hague e l'allora ministro degli esteri giapponese Katsuya Okada nel 2010

Le relazioni anglo-giapponesi iniziarono formalmente nel 1854 con la firma del trattato di amicizia anglo-giapponese, ma i primi rapporti tra i due paesi risalgono almeno al 1600, quando il marinaio William Adams sbarcò sulle rive della regione di Kyūshū approdando nella città di Usuki, nella moderna prefettura di Ōita. Nonostante alcune pause durante il periodo di sakoku e la seconda guerra mondiale, le relazioni rimangono tuttora molto forti. Il 3 aprile 2011, il ministro degli esteri britannico William Hague si riferì al Giappone come uno dei partner del Regno Unito di maggior affidamento in Asia.
 Unione Sovietica e  Russia

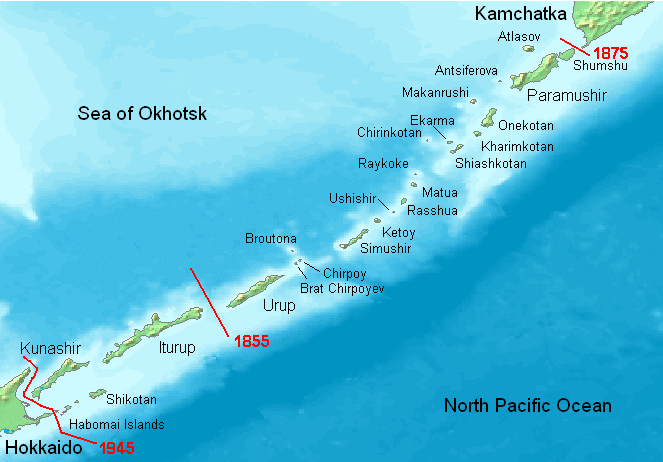
Mappa delle isole Curili con i nomi russi attualmente utilizzati.

La conoscenza dei Paesi comunisti da parte del Giappone era piuttosto limitata nei decenni seguenti alla seconda guerra mondiale. I rapporti commerciali con l'Unione Sovietica iniziarono perciò non prima degli anni settanta, con il Giappone interessato soprattutto allo scambio di materie prime con la Siberia, ma a causa di vari problemi, quali l'invasione dell'Afghanistan nel 1979 e il calo dei prezzi delle materie prime, si arrivò all'istituzione di forti vincoli commerciali rendendo difficoltosi gli investimenti del Giappone in Unione Sovietica. Solo dopo il cambiamento della politica sovietica sotto la leadership di Mikhail Gorbaciov, a partire dal 1985, il commercio giapponese poté riprendere la sua crescita.
Successivamente, dietro pressione degli Stati Uniti, il Giappone indurì i suoi atteggiamenti verso l'Unione Sovietica in modo da controllare l'espansione del potere di quest'ultima, rafforzando le sue difese militari e collaborando attivamente con quelle statunitensi per affrontare il pericolo rappresentato dal potere sovietico.
Dagli anni duemila le relazioni del Giappone con la Russia sono ostacolate dall'incapacità delle due parti di risolvere la disputa territoriale sulle quattro isole che compongono le Curili (Territori del Nord), che l'URSS sequestrò al Paese nipponico verso la fine della seconda guerra mondiale. La situazione di stallo ha impedito la firma di un trattato di pace formale alla fine della guerra. A causa della disputa per le isole le relazioni russo-giapponesi si sono sempre di più inasprite, e quando il governo giapponese pubblicò un nuovo manuale per i libri di testo scolastici (il 16 luglio 2008) nel quale si insegnava ai bambini giapponesi che il loro Paese detiene la sovranità sulle isole Curili, nel popolo russo nacque un senso di indignazione, mentre il Ministro degli Esteri della Russia criticò l'azione ribadendo la sovranità russa sulle isole.
Altri Paesi
| Paese              | Anno inizio delle relazioni |
| ------------------ | --------------------------- |
| Albania            | 1981                        |
| Armenia            | 1992                        |
| Austria            | 1869                        |
| Belgio             | 1866                        |
| Bulgaria           | 1869                        |
| Cipro              | 1960                        |
| Città del Vaticano | 1942                        |
| Croazia            | 1993                        |
| Danimarca          | 1867                        |
| Estonia            | 1991                        |
| Finlandia          | 1919                        |
| Francia            | 1858                        |
| Georgia            | 1992                        |
| Germania           | 1861                        |
| Grecia             | 1899                        |
| Irlanda            | 1957                        |
| Islanda            | 1956                        |
| Italia             | 1866                        |
| Kosovo             | 2008                        |
| Lituania           | 1991                        |
| Lussemburgo        | 1927                        |
| Norvegia           | 1905                        |
| Moldavia           | 1992                        |
| Montenegro         | 2006                        |
| Paesi Bassi        | 1609                        |
| Portogallo         | 1860                        |
| Rep. Ceca          | 1920                        |
| Regno Unito        | 1854                        |
| Romania            | 1902                        |
| Russia             | 1855                        |
| Serbia             | 1997                        |
| Slovenia           | 1992                        |
| Spagna             | 1868                        |
| Svezia             | 1868                        |
| Svizzera           | 1864                        |
| Turchia            | 1924                        |
| Ucraina            | 1992                        |
| Ungheria           | 1921                        |

## Africa
Dal 2008 le relazioni con l'Africa del Giappone sono sempre più attive, difatti in quell'anno fu assegnato il primo Premio Hideyo Noguchi Africa alla quarta Conferenza internazionale di Tokyo sullo sviluppo africano, ponendo un chiaro accento sul cambiamento delle relazioni bilaterali tra il continente africano e il Giappone.
 Angola
Le relazioni tra l'Angola e il Giappone furono istituite nel settembre 1976, poco dopo che l'Angola ricevette lo stato di sovranità formale. A partire dal 2007, le relazioni economiche, come dichiarato dal Ministero degli Esteri giapponese, giocano «un ruolo fondamentale nelle relazioni bilaterali tra i due governi».
Dopo varie visite in Angola di importanti uomini politici giapponesi nel corso del anni novanta e duemila, nel 2013 i due Paesi hanno deciso di instaurare una partnership educativa, quando la Ryukoku University in Giappone (Kyoto) e l'Università Agostinho Neto dell'Angola si sono impegnate in un progetto di mobilitazione studentesca, di ricerca e di cooperazione accademica.
 Egitto
Le relazioni tra l'Egitto e Giappone vennero descritte dall'allora ministro degli esteri giapponese Nobuaki Tanaka come segno di «un'amicizia molto forte»; amicizia suggellata dall'istituzione delle ambasciate straniere nei rispettivi territori. Dal 2005 le due nazioni mantengono un rapporto cordiale con forti relazioni economiche e commerciali.
Tra il 1998 e il 2002, il Giappone ha concesso in prestito più di 3,5 miliardi di dollari all'Egitto, e nel 2002, il commercio bilaterale tra l'Egitto e il Giappone ha superato il miliardo di dollari.
Altri Paesi
| Paese               | Data inizio delle relazioni |
| ------------------- | --------------------------- |
| Algeria             | 1962                        |
| Benin               | 1960                        |
| Botswana            | 1966                        |
| Burkina Faso        | 1962                        |
| Burundi             | 1962                        |
| Camerun             | 1960                        |
| Capo Verde          | 1975                        |
| Ciad                | 1960                        |
| Comore              | 1977                        |
| Costa d'Avorio      | 1960                        |
| Eritrea             | 1933                        |
| Etiopia             | 1930                        |
| Gabon               | 1960                        |
| Gambia              | 1965                        |
| Ghana               | 1956                        |
| Gibuti              | 1977                        |
| Guinea              | 1960                        |
| Guinea-Bissau       | 1974                        |
| Guinea Equatoriale  | 1968                        |
| Kenya               | 1963                        |
| Lesotho             | 1971                        |
| Liberia             | 1961                        |
| Libia               | 1957                        |
| Madagascar          | 1960                        |
| Malawi              | 1967                        |
| Mali                | 1959                        |
| Marocco             | 1956                        |
| Mauritania          | 1960                        |
| Mauritius           | 1968                        |
| Mozambico           | 1977                        |
| Namibia             | 1990                        |
| Niger               | 1960                        |
| Nigeria             | 1960                        |
| Rep. Centrafricana  | 1960                        |
| Rep. del Congo      | 1960                        |
| RD del Congo        | 1960                        |
| Ruanda              | 1962                        |
| São Tomé e Príncipe | 1975                        |
| Senegal             | 1960                        |
| Seychelles          | 1976                        |
| Sierra Leone        | 1961                        |
| Somalia             | 1960                        |
| Sudafrica           | 1937                        |
| Sudan               | 1956                        |
| Sudan del Sud       | 2011                        |
| eSwatini            | 1971                        |
| Tanzania            | 1964                        |
| Togo                | 1960                        |
| Tunisia             | 1956                        |
| Somalia             | 1960                        |
| Uganda              | 1962                        |
| Zambia              | 1964                        |
| Zimbabwe            | 1980                        |

## Nord e Centro America
Canada
Le relazioni diplomatiche tra il Canada e il Giappone iniziarono ufficialmente nel 1952 con l'apertura di un consolato giapponese a Ottawa. Nel 1929, il Canada istituì un'ambasciata a Tokyo, la prima in Asia, e in quello stesso anno, il Giappone aprì il primo consolato canadese nel suo territorio.
I primi contatti nippo-canadesi. comunque, sono antecedenti alla reciproca istituzione dei rispettivi consolati: nel 1873, due sacerdoti canadesi sbarcarono in Giappone per svolgere il loro lavoro missionario; nel 1887 la prima ondata di immigrati giapponesi in Canada sbarcò a New Westminster e nello stesso anno fu istituito un percorso di navigazione marittimo di navi a vapore tra Yokohama e Vancouver.
I rapporti furono interrotti nel 1941 a causa dello scoppio della seconda guerra mondiale, per poi riprendere negli anni cinquanta concludendo vari accordi nei campi della pesca, del commercio, dell'aviazione, dei servizi postali, dell'energia atomica, e nel campo culturale. Successivamente, oltre alla visita di Akihito in Canada nel 1953, vi furono altri scambi di visite di primi ministri dopo il 1960.
Nel post-guerra il Canada si impegnò attivamente per assistere il Giappone nella richiesta di reintegro nella comunità internazionale. Fu su iniziativa del Canada che il Giappone venne ammesso alla conferenza del Piano Colombo tenutasi a Ottawa nel 1954; inoltre il Canada supportò l'inclusione del Giappone al General Agreement on Tariffs and Trade (GATT). Il Giappone ebbe l'appoggio del Canada quando si unì alle Nazioni Unite nel 1956, inoltre, il Canada mostrò un forte sostegno per l'ammissione del Giappone presso l'Organizzazione per la cooperazione e lo sviluppo economico (OCSE) nel 1963.
Nel 2008, il primo ministro canadese Harper è stato ricevuto al Palazzo Imperiale di Tokyo, durante i festeggiamenti per l'80º anniversario dell'inizio delle relazioni diplomatiche formali tra il Canada e il Giappone. Nel luglio 2009, l'imperatore Akihito ha nuovamente visitato il Canada, questa volta in compagnia dell'imperatrice Michiko.
 Messico
Il trattato di amicizia, commercio e navigazione concluso nel 1888 tra il Giappone e il Messico è stato il primo trattato di uguaglianza mai stabilito dal Paese nipponico con qualsiasi altro Paese. Successivamente, dagli anni cinquanta del XX secolo furono firmati altri accordi tra i due Paesi riguardanti l'ambito culturale, l'esenzione reciproca dal visto di viaggio, il turismo e la cooperazione tecnica.
 Stati Uniti

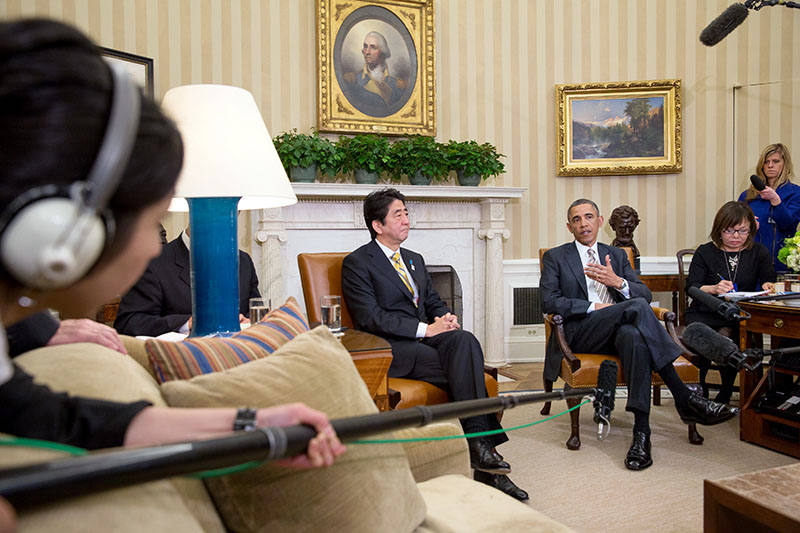
Shinzō Abe e Barack Obama a colloquio alla Casa Bianca nel 2013.

Gli Stati Uniti sono il più stretto alleato del Giappone e quest'ultimo si affida totalmente al Paese americano per la sua sicurezza nazionale. I primi contratti tra le due nazioni si hanno già nel XIX secolo quando i mercanti statunitensi, impegnati con il commercio con la Cina, decisero di espandere le loro attività anche in Giappone. Tuttavia, a causa del sakoku, i mercanti erano impossibilitati a intraprendere azioni commerciali con il Paese nipponico.
Successivamente, in data 31 marzo 1854, gli Stati Uniti (rappresentati dall'ambasciatore speciale in terra giapponese Matthew C. Perry) e rappresentanti del Giappone firmarono un trattato di pace e amicizia a Kanagawa, in Giappone, dando inizio ai rapporti formali tra i due Paesi. L'8 luglio 1853 il commodoro Perry trovandosi nel porto della capitale del Giappone Edo (la moderna Tokyo) consegnò una lettera del presidente Millard Fillmore con destinatario l'imperatore del Giappone annunciando l'intenzione degli Stati Uniti di istituire delle relazioni diplomatiche e commerciali con il Giappone. Tuttavia questa lettera non ebbe immediato riconoscimento formale, perciò si dovette attendere fino al trattato del 1854. Le relazioni furono rafforzate in seguito grazie all'istituzione di consolati nei rispettivi territori, ma vennero interrotte bruscamente nel 1941, durante la seconda guerra mondiale, quando gli Stati Uniti dichiararono guerra al Giappone dopo l'attacco di quest'ultimo a Pearl Harbor. Le relazioni furono ristabilite il 28 aprile 1952, dopo la resa in guerra del Giappone in seguito al bombardamento atomico di Hiroshima e Nagasaki, a cui seguì la firma del trattato di San Francisco che mise fine all'occupazione americana del territorio giapponese.
Anche se la Costituzione giapponese e la politica di governo impediscono al Paese un ruolo offensivo nelle questioni militari e negli affari internazionali, la cooperazione giapponese con gli Stati Uniti attraverso il trattato di mutua cooperazione e sicurezza del 1960 è stata importante per la pace e la stabilità dell'Asia orientale. Tuttavia dalla seconda metà degli anni duemila si è iniziato a discutere sulla possibilità di reinterpretare l'articolo 9 della Costituzione giapponese. Tutti i governi giapponesi del dopoguerra si sono basati su uno stretto rapporto con gli Stati Uniti come fondamento della loro politica estera.
A causa dell'impatto economico e tecnologico combinato dei due Paesi sul mondo, il rapporto Stati Uniti-Giappone è diventato di portata globale. Gli Stati Uniti e il Giappone cooperano a larghe schiere nelle questioni globali, compresa l'assistenza allo sviluppo della lotta contro le malattie trasmissibili: quali la diffusione del virus HIV/AIDS e dell'influenza aviaria, e la protezione dell'ambiente e delle risorse naturali. I paesi collaborano anche nel campo della scienza e della tecnologia in settori come la mappatura del genoma umano, la ricerca in materia di invecchiamento, e l'esplorazione spaziale internazionale.
Il Giappone sostiene pienamente a livello politico gli Stati Uniti, nelle questioni geopolitiche globali quali gli sforzi di pace nel golfo Persico, in Medio Oriente e nei Balcani. Il Giappone sostiene inoltre ampiamente gli Stati Uniti sulla non proliferazione e le questioni nucleari.
I rapporti economici tra il Giappone e gli Stati Uniti sono forti e sempre più interdipendenti. Il Giappone è un mercato importante per molti prodotti statunitensi, tra cui i prodotti agricoli, prodotti chimici, prodotti farmaceutici, film e musica, aerei commerciali, metalli non ferrosi, materie plastiche, forniture mediche e scientifiche, e macchinari. Le importazioni statunitensi dal Giappone includono i veicoli, macchinari, strumenti ottici e medici, e le sostanze chimiche organiche. Gli investimenti diretti degli Stati Uniti in Giappone risiedono perlopiù nel campo della finanza, mentre gli investimenti diretti giapponesi negli Stati Uniti sono perlopiù nel settore manifatturiero e nel commercio all'ingrosso.
Altri Paesi
| Paese                     | Anno inizio delle relazioni |
| ------------------------- | --------------------------- |
| Antigua e Barbuda         | 1982                        |
| Bahamas                   | 1975                        |
| Barbados                  | 1967                        |
| Belize                    | 1982                        |
| Costa Rica                | 1935                        |
| Cuba                      | 1929                        |
| Dominica                  | 1978                        |
| El Salvador               | 1935                        |
| Giamaica                  | 1964                        |
| Grenada                   | 1975                        |
| Guatemala                 | 1935                        |
| Haiti                     | 1956                        |
| Honduras                  | 1932                        |
| Nicaragua                 | 1935                        |
| Panama                    | 1904                        |
| Saint Kitts e Nevis       | 1985                        |
| Saint Vincent e Grenadine | 1980                        |
| Saint Lucia               | 1980                        |
| Trinidad e Tobago         | 1964                        |

## Sud America
| Paese     | Anno inizio delle relazioni |
| --------- | --------------------------- |
| Argentina | 1898                        |
| Brasile   | 1895                        |
| Bolivia   | 1914                        |
| Cile      | 1897                        |
| Colombia  | 1908                        |
| Ecuador   | 1918                        |
| Guyana    | 1967                        |
| Paraguay  | 1919                        |
| Perù      | 1873                        |
| Suriname  | 1975                        |
| Uruguay   | 1921                        |
| Venezuela | 1938                        |